# 莱氏蹄蝠
莱氏蹄蝠（学名：Hipposideros lylei），一种分布于马来西亚、泰国、缅甸、老挝、越南及中国云南等地区的蝙蝠，隶属于蹄蝠科蹄蝠属。

## 形态特征
莱氏蹄蝠体型较大，前臂长75～82毫米。背毛浅棕色或浅灰色，毛基灰白色，毛尖偏暗褐；腹毛颜色稍浅，翼膜褐黑色。